# Primärtherapie
Die Primärtherapie (engl. primal therapy) ist eine von dem US-amerikanischen Psychologen Arthur Janov entwickelte Behandlungsmethode der Körperpsychotherapie. Sie beruht auf der von ihm entwickelten Schmerztheorie Primärtheorie („Primal Theory“). Gemäß der Primärtheorie können frühkindliche schmerzhafte und katastrophale (traumatische) psychobiologische Erfahrungen und Erlebnisse die gesamte Entwicklung und das spätere Leben von Menschen nachhaltig negativ beeinflussen. Die Primärtherapie möchte durch Wiedererleben dieser Erfahrungen und Erlebnisse ihre negativen Auswirkungen verringern. Sowohl Primärtheorie als auch Primärtherapie sind wissenschaftlich nicht anerkannt.

## Theorie
Janov nennt diese frühkindlichen Schmerzerfahrungen „Primal Pain“ (dt. „Urschmerz“). Laut seiner Theorie stören solche Schmerzerfahrungen (siehe auch Reizüberflutung) in der frühen Kindheit massiv die natürliche Entwicklung von wachsenden und sich entwickelnden menschlichen Gehirnen.
Mit seinem primärtheoretischen Modell stellt Janov für individuelle psychische und physische Gesundheitsstörungen sowie soziale Schwierigkeiten von Menschen eine alternative Sichtweise sogenannter Krankheiten dar und entwickelt darin unter anderem eine neue Definition von Neurosen.
Seiner Ansicht nach sind beispielsweise der Missbrauch von Alkohol und anderen Drogen sowie sonstige zwanghafte Verhaltensweisen von Menschen („Exhibitionismus“, „Fressanfälle“, „Internetabhängigkeit“, „Kaufrausch“ und so weiter) Resultat eines natürlichen Prozesses, der den Betroffenen dazu dient, Erinnerungen an schmerzhafte, traumatische Erfahrungen und Erlebnisse aus ihrer bewussten Wahrnehmung zu verdrängen.
In seinen Büchern behauptet Janov, dass durch die von ihm entwickelte Primärtherapie bei Patienten weitreichende psychologische und physiologische Veränderungen wie zum Beispiel die Heilung von Neurosen und Psychosen, Minderung epileptischer Anfälle sowie Senkung oder Steigerung des Blutdrucks möglich sind.

## Primärtherapie
Primärtherapeuten versuchen, den Urschmerz und die vermuteten Traumatisierungen ins Bewusstsein zu bringen. Ähnlich wie in der klassischen Psychoanalyse sollen dabei psychische Abwehrmechanismen zu überwinden sein. Zu Anfang wurden Methoden wie Isolation, Tabak- und Drogenverbot und Atemkontrolle benutzt, heute auch sanftere Interventionen und Behandlungen mit Medikamenten. Im Verlauf einer Primärtherapie wird versucht, Patienten in rückwärts gerichteter chronologischer Reihenfolge verdrängte traumatische Erlebnisse wieder bewusst zu machen. Während eines so genannten Urerlebnisses durchlebt der Patient vor allem auf körperlicher Ebene sein Trauma. Das körperliche Wiedererleben führt zu verschiedenen Effekten. Zum einen werden frühe Erinnerungen unabhängig vom körperlichen Erleben wieder wachgerufen. Zum anderen soll es dem Patienten so möglich werden, „Verbindungen“ zu Tics, Süchten, und psychosomatischen Erkrankungen zu erkennen.
Die Ausbildung zum Primärtherapeuten ist nicht staatlich geregelt, die Bezeichnung Primärtherapeut ist nicht geschützt. Das von Janov in Los Angeles gegründete Therapiezentrum bildet Therapeuten aus und zertifiziert sie. Die Basisbehandlung, die vier Wochen in Anspruch nimmt, kostet in den USA etwa 12.000 US-Dollar (Stand: 2000); die Gesamtdauer einer Primärtherapie beträgt zwei bis vier Jahre. In Deutschland haben sich einige Anwender in der Gesellschaft für integrative Primärtherapie e. V. zusammengeschlossen. Als Krankenbehandlung darf sie nur von zugelassenen Ärzten, Heilpraktikern und Psychotherapeuten angewendet werden.
Janov stellte mit zunehmender Erfahrung in der Primärtherapie und seiner Theorie fest, dass es bei Patienten zu massiven Reizüberflutungen kommen kann, die zur Verstärkung von Blockaden führen können. Auch wenn dies meist dann geschah, wenn Patienten sich nicht an die Vorgaben der Therapie hielten (z. B. durch Drogenmissbrauch während der Therapie und in der Folge Suizidversuche oder psychotische Schübe), wandelte Janov seine Therapie dahingehend ab, dass psychische Blockaden heute nicht mehr radikal in einer Intensivphase, sondern in langsamen Schritten aufgelöst werden.

## Verbreitung
Die Grundlagen der Primärtheorie beschrieb Janov in seinem Erstlingswerk „Der Urschrei“ (amerik. Originalausgabe „The Primal Scream: Primal Therapy, The Cure for Neurosis“), bzw. einer überarbeiteten Version mit dem Titel „Der neue Urschrei: Fortschritte in der Primärtherapie“ (amerik. Originalausgabe „The New Primal Scream: Primal Therapy Twenty Years On“).
Nach anfänglich breiter Popularität verlor die Primärtherapie wieder an Bedeutung. Universitäre Ausbildungsgänge und Lehrstühle gibt es nicht. Die „Urschreitherapie“ nach Janov hat keine wissenschaftliche Anerkennung gefunden und die Kosten der Therapie werden daher nicht von den gesetzlichen Krankenkassen in Deutschland übernommen.
Die berühmtesten bekannten Patienten der Primärtherapie waren John Lennon, Steve Jobs und Kanye West; weitere bekannte Patienten waren beispielsweise Dyan Cannon, Roger Williams, James Earl Jones und Bert Hellinger. Ebenso waren die Gründer der Band Tears for Fears Anhänger dieser Therapieform und haben in ihrer Musik häufig darauf Bezug genommen.
Stanislav Grof entwickelte mithilfe seines Konzepts der perinatalen Matrizen eine ähnliche Schmerztheorie wie die Primärtheorie.
Die britische Band Tears for Fears gibt an, bei den Texten zu ihren Hits wie Pale Shelter und Mad World von den Theorien Janovs beeinflusst worden zu sein.